# 구연직
구연직(具然直, 일본식 이름: 具道信夫, 1891년 7월 9일 ~ 1967년)은 일제강점기 한국과 대한민국의 장로교 목사이다. 호는 영남(英南)이다. 부여 출신.

## 생애
충청남도 부여의 능성 구씨 집안에서 태어났고, 어려서는 한학을 익혔다.
1910년 한일 병합 조약 체결 무렵 인근 서천군의 석촌장로교회 만동학교에서 교사로 일하게 되면서 개신교에 입문했다. 1926년 군산노회 전도사가 되어 충남 서천과 보령, 부여, 전라북도 군산, 이리 지역에서 전도 활동을 했다.
1936년에는 평양의 조선예수교장로회신학교를 졸업하고 전북노회의 황등교회에 부임했다가, 1938년 청주의 청주제일교회로 이동하여 점차 충북 지역을 대표하는 목회자로 성장했다. 구연직은 부흥사로서 자질을 보여 충청노회 소속인 청주제일교회에서 초빙을 받은 것으로 알려졌다. 이후 해방 직후까지 그는 청주제일교회의 담임목사로 시무했다.
일제가 개신교회의 각 교파를 통합하고자 많은 노력을 기울인 끝에 1945년 일본기독교조선교단을 출범시켰을 때 성결교의 이명직과 함께 충북교구장을 맡았다. 한편 그는 미국의 반일 조선인 교민단체인 국민회 등과도 연락을 취하기도 했다.
광복 후인 1945년 8월 16일부터 미 군정 주둔 직전까지 충북지역 치안유지회 조직에 참여, 대표로 선출되었다. 그는 보은군과 청주일대에서 활동하였다. 이후 1946년 신설된 충북노회의 초대 회장에 피선된 것을 시작으로 총 9차례 충북노회장을 역임했다. 기독교 교육에도 관심을 보여 1949년 세광중학교를 설립한 데 이어 1953년 세광고등학교를 세우고 재단법인 세광학원의 초대 이사장을 맡았다.
1949년 10월 4일 현 청주성서신학원 강당에서 청주고등성경학교가 창립되었는데, 김영로 목사가 이사장으로 선출되고 이사로서는 원요한 선교사, 도민희 선교사, 한빈 목사, 구연직 목사, 김영주 목사 등이 피선되었다. 1949년 1월 반민특위 충청북도지부에서 충북 지역의 친일파로 홍순복(洪淳福) 등을 지목하여 재판정에 세웠다. 그해 1월부터 5월에는 홍순복 등의 친일행위를 조사하기 위해 반민특위 충북지부에 일곱번째 증인으로 출석하였다.
1950년대 장로교단이 김재준 파면 파동을 계기로 예장과 기장으로 분열될 때 김재준의 한국기독교장로회를 택했다. 구연직의 선택에 따라 처음에는 청주의 모든 교회가 기장에 속했을 정도로 이 지역에서 영향력이 컸다.

## 같이 보기
- 세광고등학교
- 일본기독교조선교단

## 참고 자료
- 최동준. “영남(英南)구연직(具然直) 목사의 생애와 발자취”. 청주제일교회. 2005년 2월 21일에 원본 문서에서 보존된 문서. 2008년 2월 1일에 확인함.

| 전임 최창홍 | 제2대 충청북도 민정관 1945년 9월 2일 ~ 1946년 5월 9일 | 후임 로널드 에디슨 머피 |